# Feldjägerdienstkommando

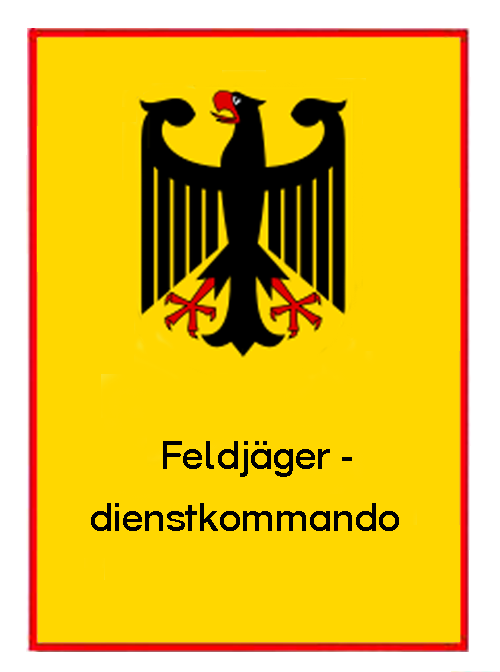
Kennzeichnung eines Standortes eines Feldjägerdienstkommandos

Das Feldjägerdienstkommando (FJgDstKdo), bis 1963 Feldjäger-Wachkommando, ist eine ortsfeste Führungseinrichtung der Feldjägertruppe der Bundeswehr und im erweiterten Sinne mit einem Polizeirevier zu vergleichen.
Es koordiniert ein- und ausgehende Informationen und daraus resultierende Einsätze oder Maßnahmen. Besetzt ist das Feldjägerdienstkommando rund um die Uhr. In der Regel befindet sich ein Feldjägerdienstkommando am Standort seiner Stammkompanie. Da die Einsatzräume der Feldjägerdienstkommandos sehr groß sind, kann bei Bedarf ein „abgesetztes Feldjägerkommando“, in der Regel in Zugstärke, disloziert vom Heimatstandort arbeiten. Dies wird durch den Feldjägereinsatzoffizier oder Führer des Feldjägerdienstkommandos befohlen.

## Organisation, Aufbau, Dienstablauf

### Organisation
Das Feldjägerdienstkommando wird vom „Führer Feldjägerdienstkommando“ geleitet, vorgesehen ist hierfür ein Offizier im Dienstgrad Major. Die Stellenbesetzung ist vergleichbar mit dem Dienststellenleiter eines Polizeireviers.
Einsätze der Einsatzdienstschichten oder Einsatzdienstgruppen werden durch den „Feldjägereinsatzoffizier“ (FJgEinsOffz) koordiniert. Dieser wird in der Regel vom Zugführer I. Zug, im Range eines Hauptmannes (auch Oberleutnant) gestellt. Die diensthabende Dienstgruppe führt der Feldjäger vom Dienst (FJgvDst), dies entspricht einem Dienstgruppenleiter (DGL) der Polizei.
Die Schichtzeiträume und -dauern sind auf den Feldjägerdienstkommandos unterschiedlich geregelt und vom jeweiligen Auftrag abhängig. Die Mindestbesetzung beträgt regelmäßig drei Soldaten:
- Feldjäger vom Dienst (FJgvDst) als Streifen-/Schichtführer, ab Hauptfeldwebel
- Stellvertretender Feldjäger vom Dienst (stvFJgvDst), mindestens Feldwebel (Unteroffizier mit Portepee)[2]
- Feldwebelanwärter oder Mannschaftssoldat als Militärkraftfahrer (MKF) (Stand 2008)

### Aufbau
Das Feldjägerdienstkommando ähnelt im Aufbau einer Polizeiwache innerhalb eines Polizeigebäudes, ist jedoch zumeist wesentlich kleiner. Der Raum des Feldjägerdienstkommandos ist die zentrale Anlaufstelle. Hier befinden sich die Kommunikationsmittel (Telefon, Funk, Fax, IT-System) und die Lagekarte des Einsatzraumes mit den eingezeichneten Einheiten/Einrichtungen der Bundeswehr an ihren Standorten, die sich jedoch auch in einem ebenfalls vorhandenen Raum für den Feldjägereinsatzoffizier befinden kann. Es gibt eine kleine Küche und Toiletten für die diensthabende Schicht sowie Aufenthalts- und Ruhemöglichkeiten, die zum Teil auch für aufgegriffene eigenmächtig abwesende Soldaten genutzt werden können. Im Dienstkommando befindet sich weiterhin der Waffenschrank mit Bereitschaftsmunition und in teilweise auch nahe außerhalb des Dienstkommandos gelegenen Materialaufbewahrungsräumen werden Verkehrssicherungssätze, Flugunfallabsicherungsmittel, Fernmeldemittel, Akten, Dienstvorschriften (ZDv) und sonstiges Einsatzmaterial vorgehalten, sofern dieses nicht bereits in Gebrauch oder auf Einsatzfahrzeuge verladen ist. Je nach Ausstattung des Dienstkommandos sind ein bis zwei Arrestzellen für vorläufig Festgenommene und Festgenommene vorhanden, die eine Liege, eine Porzellan- oder Hocktoilette, evtl. ein Waschbecken und Kameraüberwachung sowie eine Rufsignalisierung enthalten. Das Feldjägerdienstkommando ist entsprechend abgesichert und nach außen vergittert. Zugangsberechtigungen sind in den Kompanien unterschiedlich geregelt.

### Dienstablauf
Eine Dienstschicht beginnt mit der Übernahme und endet mit der Übergabe des Feldjägerdienstkommandos. Dabei wird die Vollzähligkeit der materiellen Ausstattung überprüft, das Dienst- und Tätigkeitsbuch von der übergebenden Dienstschicht abgeschlossen und von der übernehmenden Schicht neu eröffnet und das Übergabegespräch geführt. Im Übergabegespräch werden im Wesentlichen besondere Ereignisse, Lagen und vorzubereitende Maßnahmen weitergegeben. Die diensthabende Schicht führt den normalen Feldjägerdienst (ständiger Auftrag) aus. Sofern Schichtdienst geleistet wird, ist dieser meist gesplittet als Nacht- und Tagschicht von unterschiedlicher Dauer. Unterstützt wird er durch den Tages-/Bereitschaftsdienst der Kompanie. Das Feldjägerdienstkommando bleibt dabei mit dem FJgvDst/stvFJgvDst ständig (24 Stunden am Tag/7 Tage die Woche/365 Tage im Jahr) besetzt. Dieser führt die Lagekarte, Tätigkeitsbuch, Dienstbuch, Objektkarten und Nachforschungsunterlagen, koordiniert ein- und ausgehende Meldungen (Telefonate, Faxe, Fernschreiben, Funksprüche und -gespräche), leitet diese weiter an den Feldjägereinsatzoffizier oder FJgStrfFhr, löst Alarme (wie Flugunfall mit militärischem Luftfahrzeug) und Maßnahmen (Streifeneinteilung, Verkehrsunfallaufnahme, Abholung eines eigenmächtig Abwesenden durch die Einheit) aus. Er trifft Rücksprachen mit Einheiten der Bundeswehr, der Polizei und anderen BOS zu Vorhaben und notwendiger oder vorbereiteter Maßnahmen.
Auf der Lagekarte sind alle wichtigen Punkte im Einsatzraum des Feldjägerdienstkommandos sowie Aufenthalts- und Einsatzorte der Feldjägerstreifen (Marschbegleitung, Absicherung, Verkehrskontrolle) gekennzeichnet. Die Kennzeichnung der Streifen erfolgt durch ein Kürzel des Einsatzes und des Funkrufnamens der Steife. Im Tätigkeitsbuch werden alle eingehenden Meldungen und veranlassten Maßnahmen mit einer laufenden Tätigkeitsbuchnummer (TBNr) dokumentiert. Die getroffenen Maßnahmen können Anweisungen (Auftrag) für eine Tätigkeit sein, aber auch für rechtliche Maßnahmen.
Beispiel einer Maßnahme:
- Das Feldjägerdienstkommando bekommt einen Anruf mit dem Hinweis auf einen Verkehrsunfall mit Beteiligung eines Fahrzeuges der Bundeswehr. Das Feldjägerdienstkommando entsendet eine Feldjägerstreife zur Verkehrsunfallaufnahme.
- Die Feldjägerstreife eines Feldjägerdienstkommandos konnte einen „eigenmächtig Abwesenden“ Soldaten aufgreifen. Nun kontaktiert das Feldjägerdienstkommando den Disziplinarvorgesetzten des Soldaten und befiehlt dessen Abholung.

Im Kriegs-/Verteidigungsfall sind Feldjägerdienstkommandos/abgesetzte Feldjägerdienstkommandos (auch Verkehrsleitpunkte der Feldjäger) potentiell durch Handstreiche des Gegners gefährdet und müssen entsprechend gesichert sein. Die Sicherung erfolgt durch einen Infanteriezug (auf Anforderung).

## Erreichbarkeit

### Telefonnetz

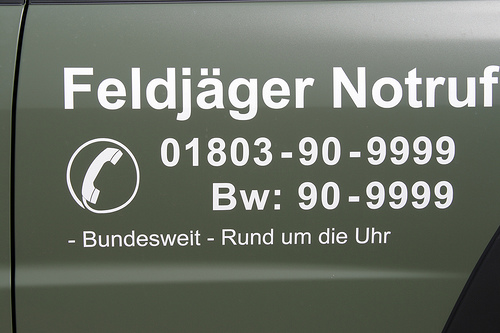
Feldjäger Notrufnummer

Zentral erreichbar sind alle deutschen Feldjägerdienstkommandos über eine kostenfreie zivile Telefonnummer (0800 1 90 9999) sowie aus dem Fernsprechnetz der Bundeswehr (FspNBw) (90–9999). Das FJgDstKdo kann auch über die Rufnummer der Kaserne durch die Standortvermittlung und mittels der Durchwahlnummer direkt angerufen werden.

## Die Feldjägerdienstkommandos ab der Heeresstruktur I
- In der Heeresstruktur II (1965–1972) wurden die Feldjägerdienstkommandos von den Feldjägerzügen der Kompanien geführt. Stärke des Zuges: 25 Soldaten, zzgl. Funktionspersonal (ZgFhr, ZgTrp)
- In der Heeresstruktur III (1972–1979) wurden die Feldjägerdienstkommandos von den Feldjägerzügen der Kompanien geführt, jedoch mit mehr Personal im Zug: 42 Soldaten (56 aktive FJgDstKdos)
- ab der Heeresstruktur IV (1980–1990), Heeresstruktur V (1990–1992), Heeresstruktur V (N) (1993–1997), Neues Heer für neue Aufgaben (1997–2001), Transformation (2001–2011) werden die Feldjägerdienstkommandos von den Feldjägerkompanien der Bataillone geführt
- In der Neuausrichtung der Bundeswehr (seit 2011) werden die Feldjägerdienstkommandos ab Ende 2013/Anfang 2014 von den Feldjägerkompanien der drei FeldjägerRegimenter geführt[5]

Der personelle und materielle Umfang des Feldjägerdienstkommandos, der -züge und -kompanien wird durch die StAN (Stärke- und Ausstattungsnachweis F= Friedensgliederung und V= Gliederung Verteidigungsfall) geregelt.

## Feldjägerdienstkommandos (Struktur Neuausrichtung der Bundeswehr seit 10/2013)
| Kompanie    | Standort                | Wehrbereich         |
| ----------- | ----------------------- | ------------------- |
| 2./FJgRgt 1 | Berlin                  | Feldjägerregiment 1 |
| 3./FJgRgt 1 | Berlin                  | Feldjägerregiment 1 |
| 4./FJgRgt 1 | Kiel                    | Feldjägerregiment 1 |
| 5./FJgRgt 1 | Neubrandenburg          | Feldjägerregiment 1 |
| 6./FJgRgt 1 | Hamburg                 | Feldjägerregiment 1 |
| 7./FJgRgt 1 | Storkow                 | Feldjägerregiment 1 |
| 8./FJgRgt 1 | Burg                    | Feldjägerregiment 1 |
| 9./FJgRgt 1 | Leipzig                 | Feldjägerregiment 1 |
| 2./FJgRgt 2 | Munster                 | Feldjägerregiment 2 |
| 3./FJgRgt 2 | Hannover                | Feldjägerregiment 2 |
| 4./FJgRgt 2 | Wilhelmshaven           | Feldjägerregiment 2 |
| 5./FJgRgt 2 | Augustdorf              | Feldjägerregiment 2 |
| 6./FJgRgt 2 | Bonn / Siegburg         | Feldjägerregiment 2 |
| 7./FJgRgt 2 | Hilden                  | Feldjägerregiment 2 |
| 8./FJgRgt 2 | Mainz                   | Feldjägerregiment 2 |
| 9./FJgRgt 2 | Fritzlar                | Feldjägerregiment 2 |
| 2./FJgRgt 3 | Stetten am kalten Markt | Feldjägerregiment 3 |
| 3./FJgRgt 3 | München                 | Feldjägerregiment 3 |
| 4./FJgRgt 3 | Erfurt                  | Feldjägerregiment 3 |
| 5./FJgRgt 3 | Veitshöchheim           | Feldjägerregiment 3 |
| 6./FJgRgt 3 | Bruchsal                | Feldjägerregiment 3 |
| 7./FJgRgt 3 | Ulm                     | Feldjägerregiment 3 |
| 8./FJgRgt 3 | Roding                  | Feldjägerregiment 3 |
| 9./FJgRgt 3 | Roth                    | Feldjägerregiment 3 |

## Feldjägerdienstkommandos (Struktur bis 31. März 2014)
| Kompanie       | Standort                                                 | Wehrbereich |
| -------------- | -------------------------------------------------------- | ----------- |
| 2./FJgBtl 151  | Neubrandenburg                                           | I NORD      |
| 3./FJgBtl 151  | Hagenow                                                  | I           |
| 4./FJgBtl 151  | Hamburg Reichspräsident-Ebert-Kaserne                    | I           |
| 5./FJgBtl 151  | Eckernförde                                              | I           |
| 2./FJgBtl 152  | Hannover                                                 | I           |
| 3./FJgBtl 152  | Munster                                                  | I           |
| 4./FJgBtl 152  | Wilhelmshaven                                            | I           |
| 5./FJgBtl 152  | Bremen                                                   | I           |
| 2./FJgBtl 251  | Mainz                                                    | II WEST     |
| 3./FJgBtl 251  | Koblenz                                                  | II          |
| 4./FJgBtl 251  | Rotenburg an der Fulda (Teile noch in Neustadt (Hessen)) | II          |
| 5./FJgBtl 251  | Zweibrücken                                              | II          |
| 2./FJgBtl 252  | Hilden                                                   | II          |
| 3./FJgBtl 252  | Bonn                                                     | II          |
| 4./FJgBtl 252  | Augustdorf Generalfeldmarschall-Rommel-Kaserne           | II          |
| 5./FJgBtl 252  | Münster                                                  | II          |
| 3./ FJgBtl 350 | Berlin                                                   | III OST     |
| 4./ FJgBtl 350 | Storkow                                                  | III         |
| 2./ FJgBtl 351 | Leipzig                                                  | III         |
| 3./ FJgBtl 351 | Erfurt                                                   | III         |
| 4./ FJgBtl 351 | Potsdam                                                  | III         |
| 5./ FJgBtl 351 | Burg                                                     | III         |
| 2./ FJgBtl 451 | München                                                  | IV SÜD      |
| 3./ FJgBtl 451 | Roding                                                   | IV          |
| 4./ FJgBtl 451 | Amberg                                                   | IV          |
| 5./ FJgBtl 451 | Murnau                                                   | IV          |
| 2./ FJgBtl 452 | Sigmaringen                                              | IV          |
| 3./ FJgBtl 452 | Bruchsal General-Dr.-Speidel-Kaserne                     | IV          |
| 4./ FJgBtl 452 | Ulm                                                      | IV          |
| 5./ FJgBtl 452 | Veitshöchheim                                            | IV          |

Die oben angeführten Kompanien und Bataillone werden im Lauf der Umstellung auf die neue Bundeswehrstruktur aufgelöst. Danach werden die Kompanien in Feldjägerregimentern (FJgRgt 1 bis 3) neu aufgestellt. Die Unterstellung bleibt bei der Streitkräftebasis.

## Ehemalige Feldjägerdienstkommandos
| Feldjägerdienstkommando | Aufgestellt   | Aufgelöst     | am Standort   | Einheit                                                                                            |
| ----------------------- | ------------- | ------------- | ------------- | -------------------------------------------------------------------------------------------------- |
| Ahlen                   | –             | –             | –             | 3./FJgBtl 190                                                                                      |
| Augustdorf              | –             | –             | –             | 4./FJgBtl 190                                                                                      |
| Berlin                  | –             | –             | –             | 3./FJgBtl 900 (vorher Feldjägerkompanie Berlin)                                                    |
| Bonn                    | –             | –             | –             | 4./FJgBtl 900 - 11/2005 Fusion mit 3./FJgBtl 252 (Neuaufstellung der 4./FJgBtl 350, Storkow)       |
| Buxtehude               | –             | –             | –             | FJgKp 3                                                                                            |
| Braunschweig            | –             | –             | –             | FJgKp 1                                                                                            |
| Bremen                  | –             | 1. Apr. 2014  | –             | 2./FJgBtl 720                                                                                      |
| Bruchsal                | –             | –             | –             | LLFJgKp 9, 2./FJgBtl 750, 3./FJgBtl 452                                                            |
| Budel (NL)              | 1963          | 25. März 1993 | 1963 bis 1993 | 1./FJgBt 981 I.Zug, I./2.FJgBtl 981, V./3.FJgBtl 730, 3./FJgBtl 730 III. Zug, später 8./FJgBtl 730 |
| Diez                    | –             | –             | –             | FJgKp 5                                                                                            |
| Düsseldorf              | 1. Jan. 1965  | 9. Sep. 1993  | 1965 bis 1993 | 1./FJgBtl 730 I u. II. Zug, 3./FJgBtl 730                                                          |
| Erfurt                  | –             | 1. Apr. 2014  | –             | |
| Eschbach                | –             | –             | –             | 6./FJgBtl 750                                                                                      |
| Essen                   | 1. Juli 1980  | 31. März 1993 | 1980 bis 1993 | 2./FJgBtl 730                                                                                      |
| Essen-Nord              | –             | 30. Juni 1980 | bis 1980      | I./ II./2./FJgBtl 730                                                                              |
| Essen-Süd               | –             | 30. Juni 1980 | bis 1980      | III./2./FJgBtl 730                                                                                 |
| Flensburg               | 1985          | 1986          | 1985 bis 1986 | 5./FJgBtl 610                                                                                      |
| Frankenberg             | 1991          | 2002          | –             | 4./FJgBtl 701 (2002 Umbenennung in 4./FJgBtl 351)                                                  |
| Fritzlar                | –             | –             | 1958 bis 1972 | |
| Füssen                  | –             | –             | –             | 4./FJgBtl 290                                                                                      |
| Handorf                 | –             | –             | –             | 2./FJgBtl 190                                                                                      |
| Idar-Oberstein          | 22. Okt. 1964 | 1. Okt. 2002  | 1964 bis 1979 | 2./FJgBtl 740 II. Zug                                                                              |
| Karlsruhe               | –             | –             | 1968 bis 1972 | 2./FJgBtl 750 KpFü, I. Zug                                                                         |
| Kassel                  | –             | –             | –             | FJgKp 2                                                                                            |
| Kiel                    | 1985          | 1996          | 1985 bis 1996 | FJgBtl 610                                                                                         |
| Koblenz                 | –             | 1. Apr. 2014  | –             | 2./FJgBtl 390                                                                                      |
| Koblenz-Pfaffendorf     | –             | –             | –             | I./FJgKp 5, 2./FJgBtl 390                                                                          |
| Köln                    | 2. Mai 1965   | 11. Nov. 2005 | 1965 bis 2005 | 6./FJgBtl 730, 2./FJgBtl 730, 3./FJgBtl 252 (11/2005 Verlegung nach Bonn)                          |
| Landsberg               | –             | –             | –             | 7./FJgBtl 760                                                                                      |
| Landshut                | –             | –             | –             | 3./FJgBtl 290                                                                                      |
| Mainz                   | –             | –             | –             | 3./FJgBtl 740                                                                                      |
| Mayen                   | –             | –             | –             | Kp, FJgBtl 740                                                                                     |
| Marburg                 | –             | –             | –             | 4./FJgBtl 390                                                                                      |
| Mittenwald              | –             | –             | –             | FJgKp 8                                                                                            |
| Murnau                  | –             | 1. Apr. 2014  | –             | 5./FJgBtl 451                                                                                      |
| Münster                 | –             | 1. Apr. 2014  | –             | |
| Neuburg (Donau)         | –             | –             | 1968 bis 1972 | |
| Neuburg (Landshut)      | –             | –             | 1972 bis –    | |
| Neumünster              | –             | –             | –             | FJgKp 6                                                                                            |
| Niederlahnstein         | –             | –             | –             | I./3./FJgBtl 740                                                                                   |
| Nürnberg                | –             | –             | –             | 2./FJgBtl 760                                                                                      |
| Oldenburg               | –             | –             | 1985 bis 1986 | FJgKp 11,4./FJgBtl 720                                                                             |
| Paderborn               | 1. Jan. 1965  | 9. Juli 1993  | 1965 bis 1993 | FJgKp 7 II.Zug, 2./FJgBtl 730 I u. II. Zug, 4./FJgBtl 730                                          |
| Potsdam                 | –             | 1. Apr. 2014  | –             | |
| Regensburg              | –             | –             | –             | FJgKp 4, 4./FJgBtl 760                                                                             |
| Sigmaringen             | –             | –             | –             | FJgKp 10, 5./FJgBtl 750                                                                            |
| Schleswig               | –             | –             | 1963 bis 1975 | |
| Sonthofen               | –             | –             | –             | bis 1980 FJgLehrKp                                                                                 |
| Stuttgart               | –             | –             | –             | 3./FJgBtl 750                                                                                      |
| Ulm                     | –             | –             | –             | 2./FJgBtl 290, 4./FJgBtl 750                                                                       |
| Tauberbischofsheim      | –             | –             | –             | |
| Unna                    | 1. Jan. 1965  | 31. März 1993 | 1965 bis 1993 | FJgKp 7, 7./FJgBtl 730                                                                             |
| Veitshöchheim           | –             | –             | –             | FJgKp 12, 6./FJgBtl 760                                                                            |
| Zweibrücken             | –             | 1. Apr. 2014  | –             | III./2.FJgBtl 740, später 2./FJgBtl 740, Niederauerbach-Kaserne                                    |

## Feldjägerdienstkommandos im Ausland
Da Feldjäger überall sein müssen, wo deutsche Soldaten stationiert sind und waren, gab und gibt es Feldjägerdienstkommandos auch im Ausland.
So gab es Feldjägerdienstkommandos auf der CFB Shilo (1974 bis 2000, Provinz Manitoba, Kanada), in Budel (Niederlande) sowie auf Truppenübungsplätzen auf Sardinien/Teulada (Italien) und in Castlemartin (Pembrokeshire, Vereinigtes Königreich).
Mit den aufkommenden Auslandseinsätzen gab es dann auch Feldjägerdienstkommandos in den jeweiligen Einsatzländern. Z. B. im ehemaligen Jugoslawien: in Prizren (Polizeistation Prizren), Sarajevo, Rajlovac, Afghanistan: Kunduz Feldlager Kunduz, Mazar-E Sharif Camp Marmal die aber dann die Bezeichnung „Military Police Station“ trugen.